# Bobby Edwards

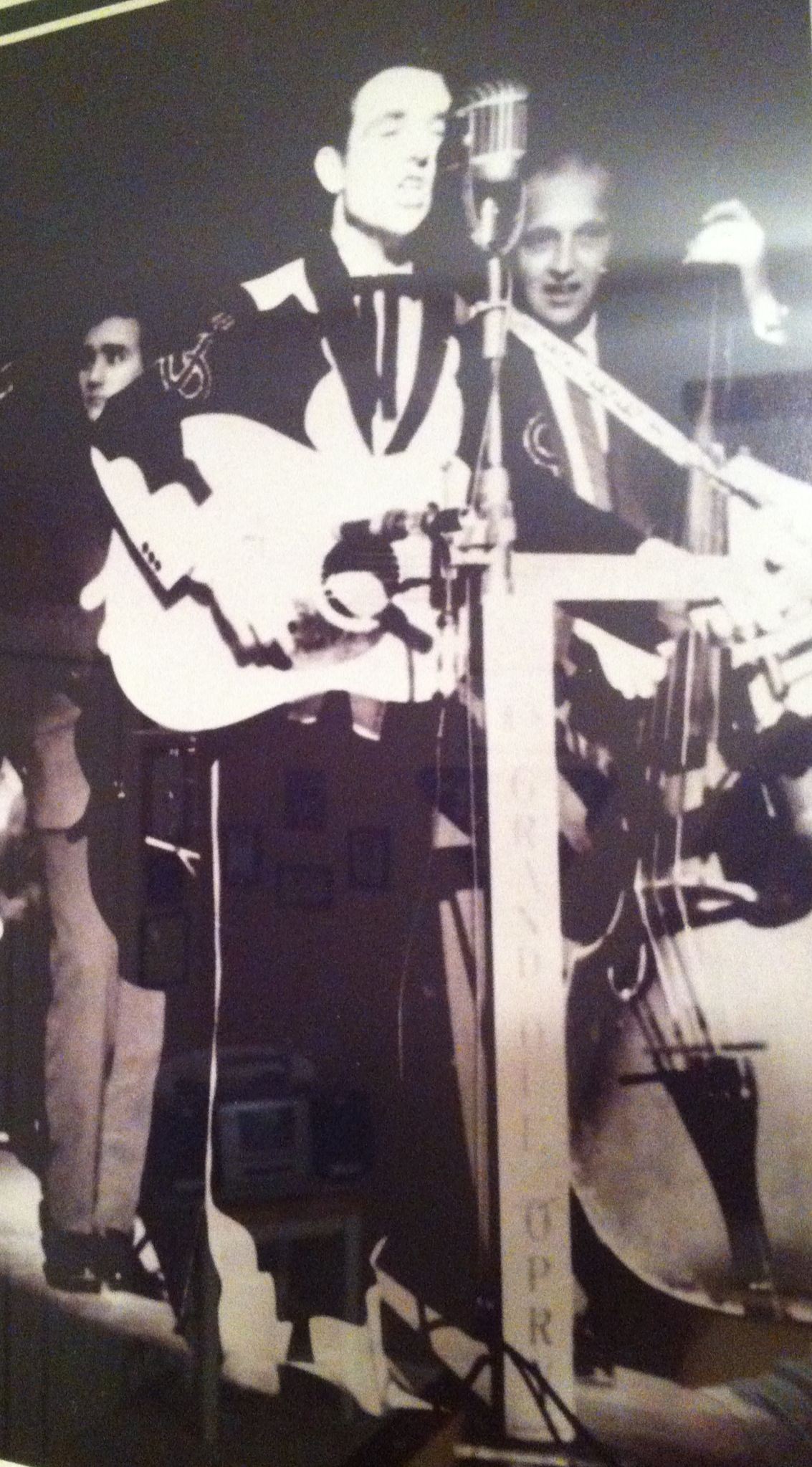
Bobby Edwards (1961)

Bobby Edwards (* 18. Januar 1926 als Robert Moncrief in Anniston; † 31. Juli 2012 in Murfreesboro, Tennessee) war ein amerikanischer Sänger.

## Leben
Bobby Edwards wuchs in Anniston im Bundesstaat Alabama auf und beschäftigte sich früh mit der Country-Musik. Die erste bekannte Aufnahme ist aus dem Jahre 1959: eine Bluebonnet Aufzeichnung von Jealous Heart von Jenny Lou Carson. Edwards gründete 1960 mit dem Trio Darrell, Gib & Ernie (nach den Mitgliedern Darrell Cotton, Gib Guilbeau und Ernie Williams) die Gruppe The four young Men, und sie veröffentlichten die Singles I Goof und Just or Unjust, die lokale Hits wurden.
Die Crest Rekorde Single  You´re the reason, die Edwards jedoch unter seinem Namen veröffentlichte, wurde ein landesweiter Hit und erreichte Platz 4 der Country Charts und Platz 11 der Billboard Hot 100 im Jahr 1961.

## Diskografie
- 1961 You´re the reason (US Platz 11)
- 1962 What´s the reason (US Platz 71)
- 1963 Don't Pretend